# Шомонтел
Шомонтел (фр. Chaumontel) је насељено место у Француској у региону Париски регион, у департману Долина Оазе.
По подацима из 2011. године у општини је живело 3298 становника, а густина насељености је износила 779,67 становника/km².

## Демографија
| 1962. | 1968. | 1975. | 1982. | 1990. | 2011. |
| ----- | ----- | ----- | ----- | ----- | ----- |
| 748   | 869   | 1.463 | 2.347 | 2.933 | 3.298 |